# SMS Erzherzog Franz Ferdinand
SMS Erzherzog Franz Ferdinand byl rakousko-uherský predreadnought třídy Radetzky. Jednalo se o první jednotku své třídy, jejími sesterskými loděmi byly SMS Radetzky a SMS Zrínyi. Bitevní loď Erzherzog Franz Ferdinand byla ve službě od roku 1910. Účastnila první světové války, po které byla odevzdána Itálii a nakonec jako nepotřebná sešrotována.

## Konstrukce

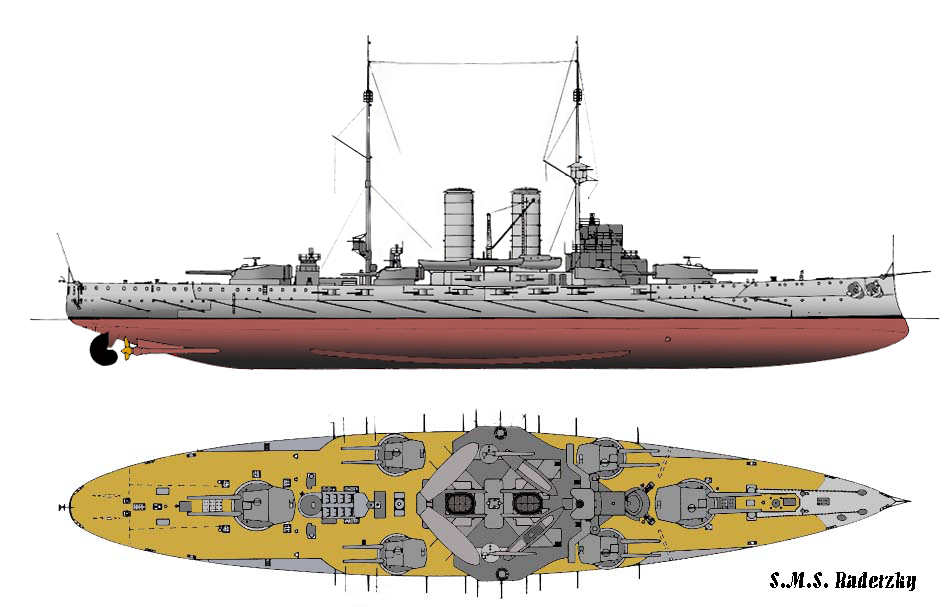
Základní uspořádání plavidla

Bitevní loď Erzherzog Franz Ferdinand postavila loděnice Stabilimento Tecnico Triestino v Terstu. Stavba byla zahájena 12. září 1907 a plavidlo bylo spuštěno na vodu 8. září 1908. Materiál na výstavbu byl použit z vlastních zdrojů, jediným materiálem nakoupeným v zahraničí bylo teakové dřevo na palubě. Měsíc a půl po spuštění na vodu byla loď vlečena do přístavu Muggia k dokončení, ale během prudké bouře se uvolnila a bez posádky volně driftovala, dokud nenajela na mělčinu u Izoly. Námořnictvo ji ráno vypátralo a podařilo se ji z mělčiny uvolnit. Dokončení bylo dále zkomplikováno stávkou svářečů v roce 1908 a stávkou nýtařů v roce 1909. Přesto se Erzherzog Franz Ferdinand stal první dokončenou lodí své třídy a do služby v rakousko-uherském námořnictvu byla přijat dne 5. června 1910.
S délkou 137,5 metru, maximální šířkou 24,6 metru a ponorem 8,1 měla loď běžný výtlak 14 508 imperiálních tun. Plně naložená k boji měla výtlak 15 853,5 imperiálních tun. Velikostí i výzbrojí zaostávala, stejně jako ostatní lodě třídy Radetzky, za bitevními loděmi soudobých námořních mocností, přesto se jednalo o jednu z prvních lodí Rakouska-Uherska, které byly skutečně vhodné pro boj na hluboké vodě. Součástí její výzbroje byly čtyři děla ráže 30,5 cm ve dvou hlevních dělových věžích a osm děl ráže 24 cm ve čtyřech věžích. Poháněna byla dvěma parními stroji s nominálním výkonem 19 800 koňských sil a měla maximální rychlost 20,5 uzlů (38 km/h).

## Služba

### Před první světovou válkou
Do služby v rámci Rakouského-uherského námořnictva byla loď uvedena 5. června 1910 jako první své třídy – Radetzky následoval až po více než šesti měsících.
Prvním ostrým testem byla námořní blokáda Černé Hory roku 1913 v rámci mezinárodní intervence na ochranu Albánie za Balkánských válek. Lodi asistovaly obě její sesterské lodě Radetzky a Zrinyi a pancéřové křižníky Sankt Georg a Kaiser Karl VI. Byla také jednou z prvních lodí vypouštějících hydroplány.

### První světová válka

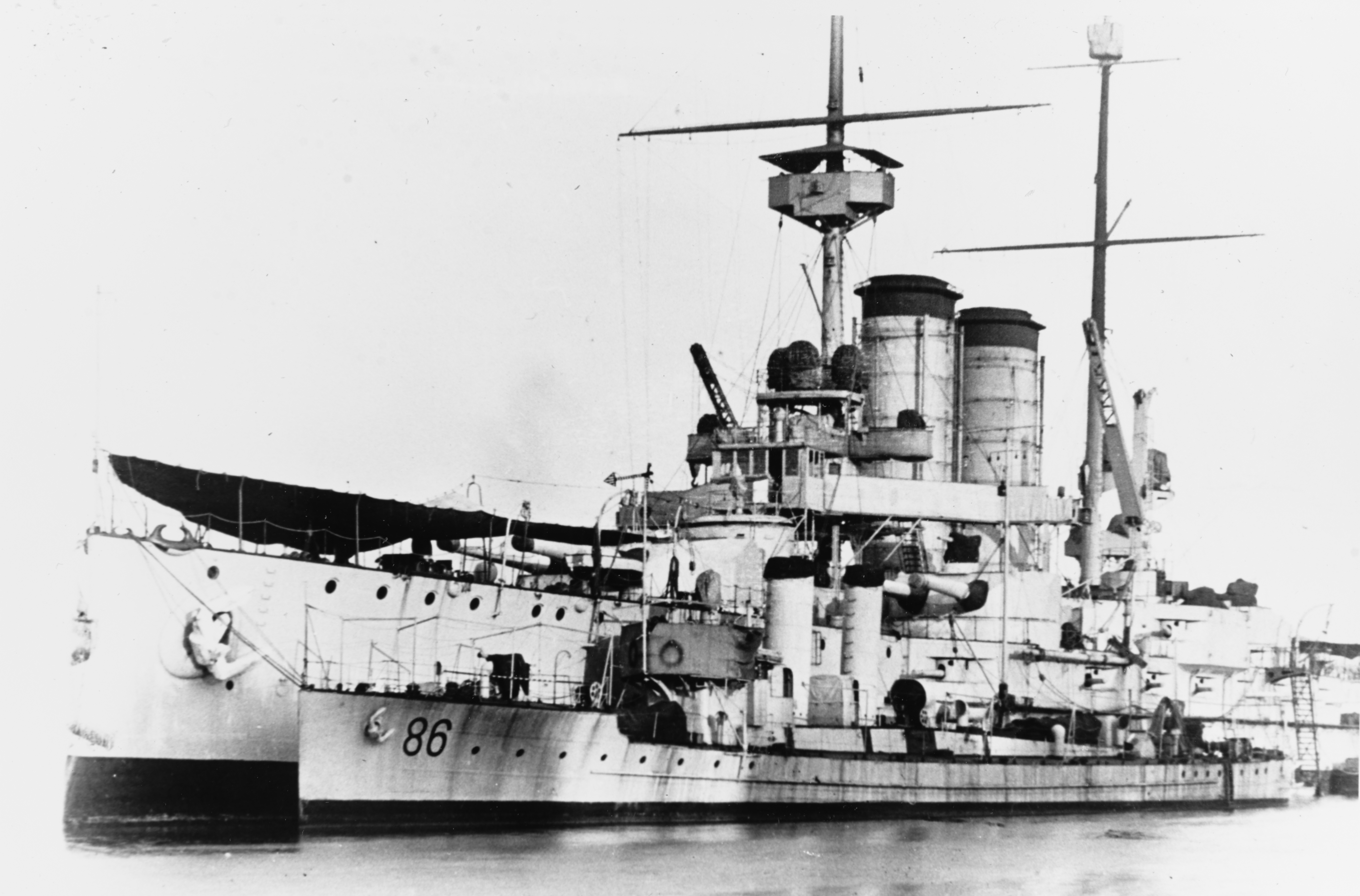
Erzherzog Franz Ferdinand s torpédobvkou 86F

Na začátku první světové války byla přiřazena k 1. eskadře. Bojových operací se, stejně jako ostatní velké jednotky, účastnila jen velmi zřídka. Koncem července 1914 byla mobilizována, aby pomohla německým křižníkům SMS Goeben a SMS Breslau při jejich úniku před dohodovými loděmi. Německým křižníkům se ale únik podařil dříve, než jim mohly rakousko-uherské lodě připlout na pomoc.
Po vstupu Itálie do války na straně Dohody se Erzherzog Franz Ferdinand podílel 23.–24. května 1915 na bombardování Ancony a později na ostřelování Černé Hory. Po zbytek války kotvil pro nedostatek uhlí v přístavu Pula.

### Osud po válce
Na základě příměří z Villa Giusti, které ukončilo boje mezi Itálií a Rakousko-Uherskem, mělo Rakousko-Uhersko předat tři své bitevní lodě do Benátek. Původně měly válečnou kořist představovat tři zbývající lodě třídy Tegetthoff, ale tři dny před začátkem platnosti příměří potopili italští sabotéři SMS Viribus Unitis a jako její náhrada byla tedy určena Erzherzog Franz Ferdinand. Formálně se stala italským majetkem v prosinci 1919 podpisem Saint-Germainské smlouvy a byla přesunuta do Benátek námořníky Italského námořnictva. To ji ovšem nijak nevyužívalo a posléze byla v roce 1926 sešrotována.